# 粕屋町

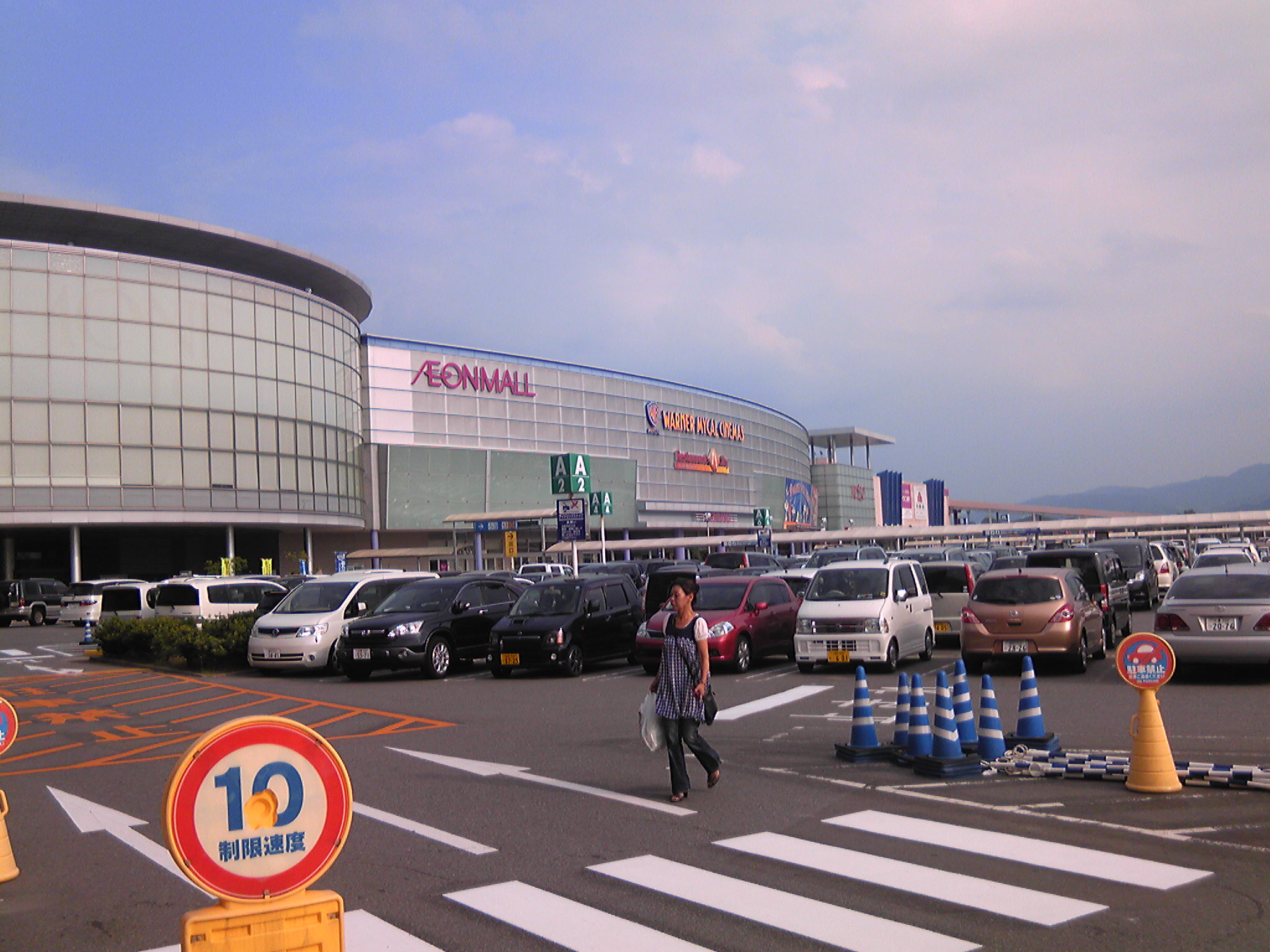
町内にあるイオンモール福岡

粕屋町（かすやまち）は、福岡県北西部にある町。糟屋郡に属し、九州地方の町村としては最も人口が多い（2020年国勢調査）。
国立社会保障・人口問題研究所が2020年国勢調査に基づき発表した最新の将来推計人口で、2050年の当町の人口指数は福岡県内の自治体で最も高い109.3となっている。
福岡空港、福岡インターチェンジに近接し、福岡高速4号線により福岡市の都市高速道路ネットワークに組み込まれ、町内にJR九州の駅が6つあるなど博多駅へのアクセスにも優れているため、利便性の高さを背景に福岡市のベッドタウンとして発展し続けると予測されており、2023年に市制対策室を発足し、市制移行に関する研究に着手した。

## 地理
福岡県北西部に位置し、西側は福岡市東区と博多区に接している。町の北部を多々良川が東西に流れ、南部～西部を須恵川が北西方向に流れている。町は福岡平野に含まれ地形は概ね平坦だが、北端・東端にやや小高い山があるほか、南東端の須恵町・志免町との境界付近に海軍新原採炭所～日本国有鉄道志免鉱業所の石炭採掘によって形成された硬(ボタ)山がある。
町内に駕与丁池（かよいちょういけ）、敷縄池、古大間池、新大間池、毛田池などの大小のため池がある。

### 隣接する自治体・行政区
- 福岡市（東区）
- 糟屋郡：久山町、篠栗町、須恵町、志免町

### 地名
- 阿惠（旧仲原村）
- 酒殿（旧仲原村）
- 仲原（旧仲原村）
- 原町（旧仲原村）
- 柚須（旧仲原村）
- 内橋（旧大川村）
- 江辻（旧大川村）
- 大隈（旧大川村）
- 長者原（旧大川村）
- 戸原（旧大川村）
- 上大隈（旧大川村。1950年、大隈より分立）
- 駕与丁1丁目～3丁目（2005年、仲原より発足）
- 花ヶ浦1丁目～4丁目（2006年、仲原より発足）
- 若宮1丁目～2丁目（2007年、仲原・原町より発足）
- 原町1丁目～5丁目（2008年、原町より発足）
- 仲原1丁目～3丁目（2011年、仲原より発足）
- 甲仲原1丁目～4丁目（2012年、仲原・酒殿より発足）
- 長者原西1丁目～4丁目（2013年、長者原・内橋などより発足）
- 長者原東1丁目～7丁目（2015年、長者原・仲原などより発足）
- 戸原東1丁目～3丁目（2015年、戸原・長者原などより発足）
- 戸原西1丁目～4丁目（2017年、戸原・内橋・長者原より発足）
- 酒殿1丁目～5丁目（2019年、酒殿・仲原より発足）
- 内橋東1丁目～3丁目（2021年、内橋・戸原・阿恵より発足）
- 内橋西1丁目～4丁目（2022年、内橋より発足）
- 戸原北1丁目～4丁目（2023年、戸原・江辻より発足）

## 歴史
- 1957年3月31日 - 大川村と仲原村が新設合併し発足。

### 市町村合併
2007年1月29日に新宮町を除く糟屋郡内6町による「合併研究会事務局」を開設。同年4月以降に任意合併協議会を発足し、同年12月をめどに法定合併協議会へ移行する予定であったが、町議会が否決した。

### 歴代町長

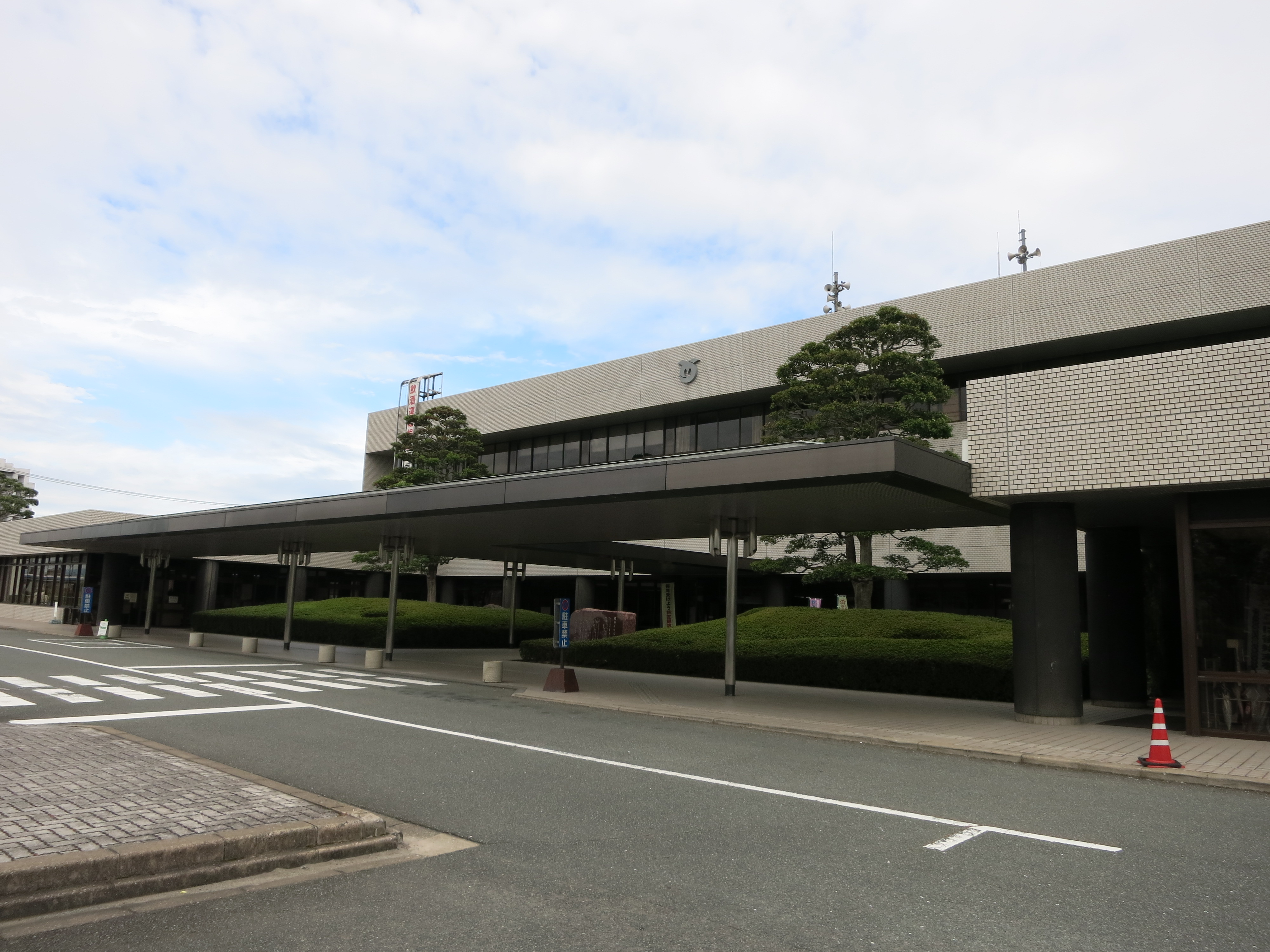
粕屋町役場

| 代 | 氏名       | 就任年月日    | 退任年月日    | 備考      |
| -- | ---------- | ------------- | ------------- | --------- |
| 初 | 田代一     | 1957年3月31日 |               | 1期       |
|    | 安河内作美 | 1961年4月24日 | 1982年        | 6期       |
|    | 長憲一     | 1982年        | 1996年        |           |
|    | 小池弘輔   | 1996年        |               |           |
|    | 篠﨑久義   | 2007年11月6日 | 2011年11月5日 | 1期       |
|    | 因清範     | 2011年11月6日 | 2015年11月5日 | 1期       |
|    | 因辰美     | 2015年11月6日 | 2018年8月10日 | 1期・辞職 |
|    | 箱田彰     | 2018年9月9日  | 現職          |           |

## 行政

### 町長
- 箱田彰（2期目）
- 任期：2026年9月8日

### 町議会
- 定数：16人
- 任期：2025年4月28日

### 公共施設
- 粕屋町総合体育館（かすやドーム）
- 粕屋町立図書館（粕屋フォーラム）
- サンレイクかすや
- 福祉センター

### 消防
- 粕屋南部消防本部
  - 中部消防署

### 警察
- 福岡県警察粕屋警察署
  - 粕屋交番

## 地域

### 人口
昭和30年代ごろまでは炭鉱と農業の町であり、昭和50年代に入ってからは福岡市のベッドタウンとして開発が進み人口が急増。一時人口の増加が鈍化していたものの、2010年の国勢調査では人口増加率が県内最多の11.46%と、再び人口増加に転じた。2013年に厚生労働省の人口問題研究所が発表した地域別将来推計の2040年の全国市町村別人口推計で、全国トップの人口増加率とされた。現在48,000人を超え九州の町村では1位の人口となっているが、近年は人口減少が進みつつある。
| |                                        |  |
| 粕屋町と全国の年齢別人口分布（2005年） | 粕屋町の年齢・男女別人口分布（2005年） |  |
| ■紫色 ― 粕屋町 ■緑色 ― 日本全国 | ■青色 ― 男性 ■赤色 ― 女性              |  |
| 粕屋町（に相当する地域）の人口の推移 \| 1970年（昭和45年） \| 18,691人 \| \| \| 1975年（昭和50年） \| 22,776人 \| \| \| 1980年（昭和55年） \| 26,810人 \| \| \| 1985年（昭和60年） \| 29,027人 \| \| \| 1990年（平成2年） \| 29,697人 \| \| \| 1995年（平成7年） \| 31,504人 \| \| \| 2000年（平成12年） \| 34,811人 \| \| \| 2005年（平成17年） \| 37,685人 \| \| \| 2010年（平成22年） \| 41,997人 \| \| \| 2015年（平成27年） \| 45,360人 \| \| \| 2020年（令和2年） \| 48,190人 \| \| |                                        |  |
| 総務省統計局 国勢調査より |                                        |  |
| 1970年（昭和45年） | 18,691人                               |  |
| 1975年（昭和50年） | 22,776人                               |  |
| 1980年（昭和55年） | 26,810人                               |  |
| 1985年（昭和60年） | 29,027人                               |  |
| 1990年（平成2年） | 29,697人                               |  |
| 1995年（平成7年） | 31,504人                               |  |
| 2000年（平成12年） | 34,811人                               |  |
| 2005年（平成17年） | 37,685人                               |  |
| 2010年（平成22年） | 41,997人                               |  |
| 2015年（平成27年） | 45,360人                               |  |
| 2020年（令和2年） | 48,190人                               |  |

### 教育

#### 大学
- 九州大学農学部附属農場跡地（町の再開発計画によってJR新駅や住宅などが整備される予定）

#### 高等学校
- 福岡県立福岡魁誠高等学校（旧：福岡県立粕屋高等学校）※2006年4月1日から現校名となる。

#### 中学校

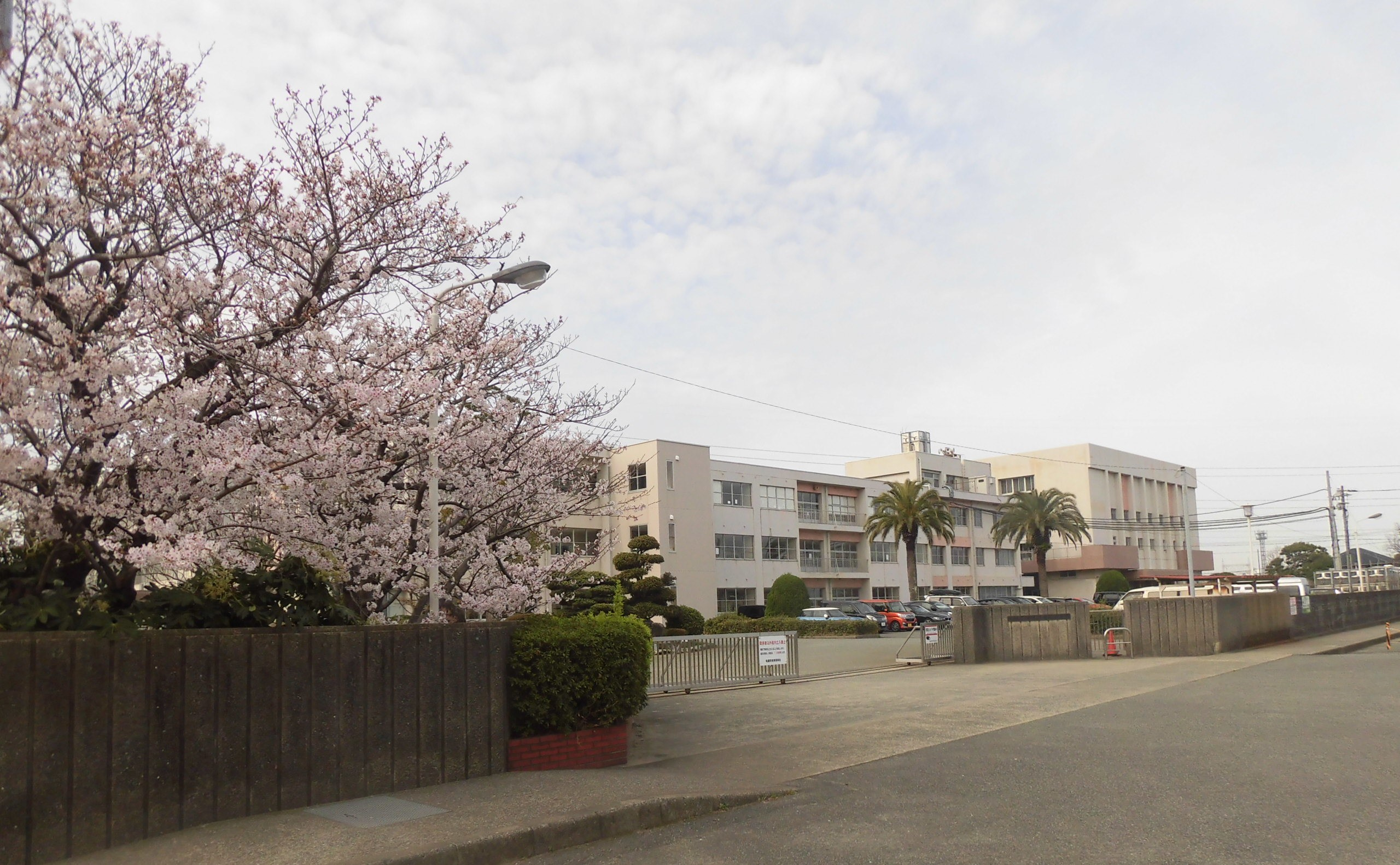
粕屋東中学校

町立
- 粕屋中学校
- 粕屋東中学校粕屋東中学校

#### 小学校
町立
- 大川小学校
- 仲原小学校
- 粕屋西小学校
- 粕屋中央小学校

#### 保育園
- ヴィラのぞみ愛児園
- 大川保育園
- 青葉はるまち保育園
- わかば保育園
- 中央保育所
- 西保育園
- 仲原保育所
- 小規模保育園ゆめのたね

#### 幼稚園
町立
- 社会福祉法人相和会大川幼稚園
- 仲原幼稚園
- 西幼稚園
- 中央幼稚園

私立
- はこぶね認定こども園

## 産業
糟屋炭田の一角を占めておりかつては石炭産業があった。須恵町で創業した海軍炭鉱の敷地が少し掛かっていた。町内(旧仲原村区域)にも坑ロが3箇所開坑して居るが、全て排気専用坑ロであった。坑ロは仲原坑、酒殿坑の2つの斜坑と、酒殿竪坑であった。日本国有鉄道志免鉱業所の閉山時に、設備と敷地を通商産業省の特殊法人であった石炭鉱山合理化事業団～新エネルギー総合開発機構が、石炭鉱山の設備と技術の研究にと、譲渡を申し出て、無償譲渡される。が、酒殿坑と酒殿竪坑の敷地に石炭鉱山研修センターが開設されるのみで、主要な志免竪坑があった部分は放置。町内になる硬山も練炭業者へ販売し、大部分は1964年に東海道新幹線開業に、東京～新大阪間の盛土高架の硬化基剤に使用するために、貨物列車で搬出した侭であった。町は自分の敷地に下水処理施設「酒水園」を開設した。名称の酒は酒殿と硬山名称にもなっていた水洗から採られたものである。その他の炭鉱も衰退しすべて閉山。跡地を工場団地としている。
大型商業施設として、町の南端部の志免町との町境付近にイオンモール福岡がある。このほか、志免町内にあるイオン福岡東ショッピングセンターは志免町との町境付近に立地しており、粕屋町西部から近い。また県道607号線沿いにはロードサイド店舗が多数立地する。

### 粕屋町に本社を置く主な企業
- イフジ産業
- 粕屋農業協同組合
- 光酒造

## 交通

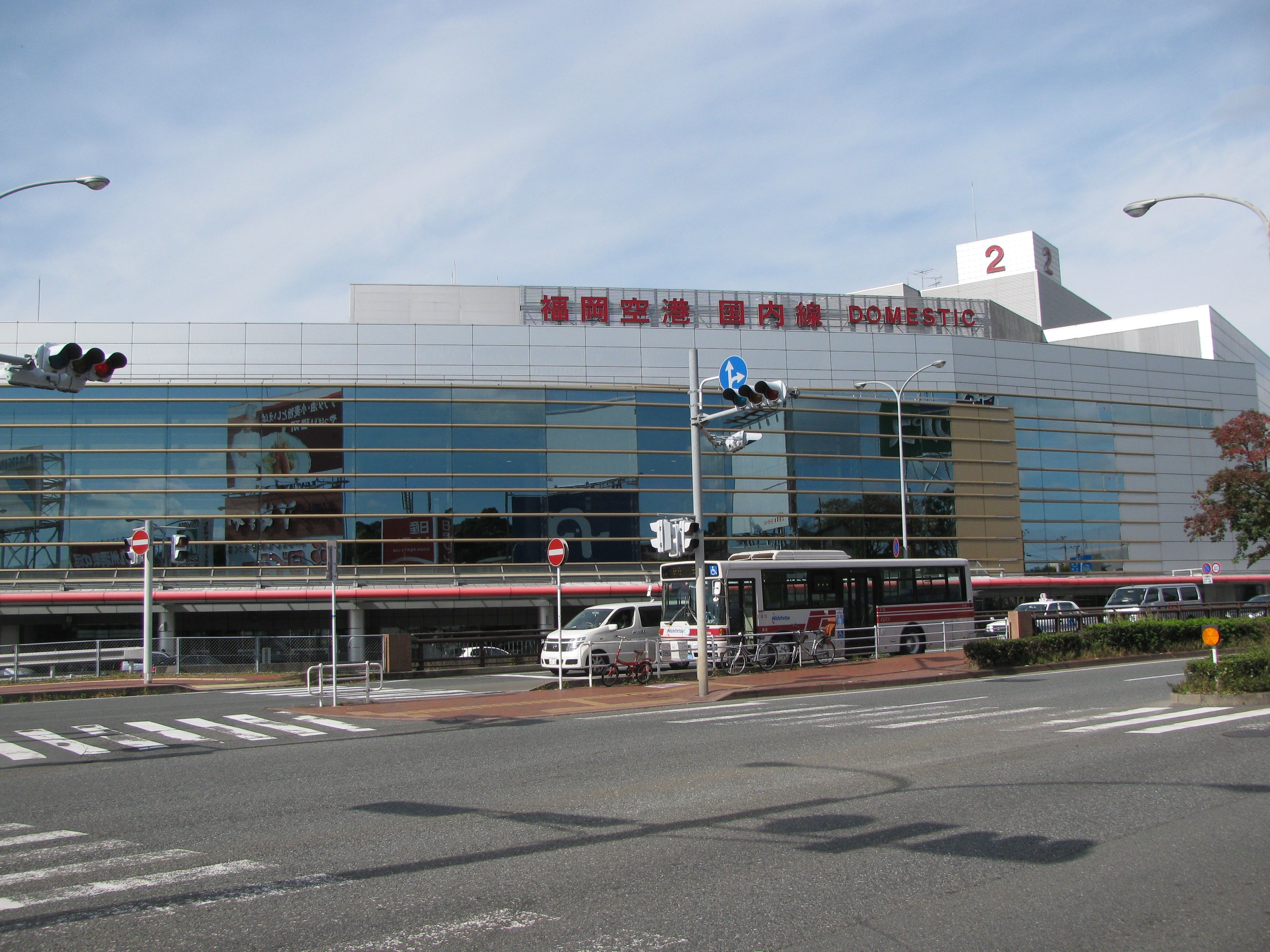
福岡空港

### 空港
空港は福岡空港が最寄り。

### 鉄道路線
九州旅客鉄道（JR九州）
- 香椎線：伊賀駅 - 長者原駅 - 酒殿駅

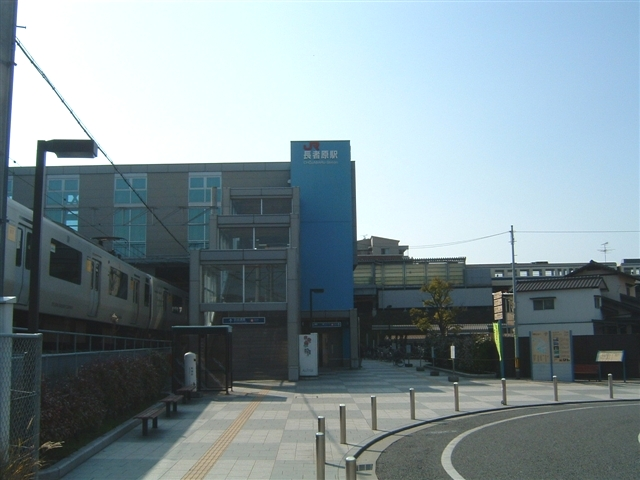
長者原駅

- 福北ゆたか線（篠栗線）：柚須駅 - 原町駅 - 長者原駅 - 門松駅

### バス路線
西鉄バス（西日本鉄道・西鉄バス筑豊）
町内各地と周辺市町を結ぶ路線を運行する。
31・310：福岡市（天神） - 粕屋町 - 篠栗町。福岡市中心部と篠栗町中心部を結び、粕屋町中心部の長者原を経由する。31番は町内全区間が県道607号経由、310番は長者原以西が都市高速経由。
36：福岡市（天神） - 粕屋町 - 須恵町 - 宇美町。粕屋町ではイオン福岡東ショッピングセンター、イオンモール福岡など町域西部・南西部・南部を経由する。
74：福岡市（天神） - 粕屋町。町域北部の地区を運行する。
特急：福岡市（天神） - 粕屋町 - 篠栗町 - 飯塚市 - 田川市。国道201号経由。町北東部の粕屋警察署前バス停に停車する。
JR九州バス
直方線：福岡市（博多バスターミナル） - 粕屋町 - 久山町 - 宮若市 - 直方市。県道21号経由。町域北端の江辻・山の鼻バス停に停車する。
ふれあいバス（粕屋町福祉巡回バス）
年末年始を除く毎日町内各地に4コース、1日4本ずつの運行。いずれも粕屋町福祉センターを起終点とする循環路線。運賃は無料。また2020年9月1日より粕屋町福祉センターとイオンモール福岡を往復するワゴン車の運行を開始している。

### 道路

#### 高速道路・有料道路
- 九州自動車道
  - 福岡インターチェンジ：福岡市域とまたがって設置されている。
- 福岡高速4号線
  - 粕屋出入口

#### 一般国道
- 国道201号

#### 県道
主要地方道
- 福岡県道21号福岡直方線
- 福岡県道24号福岡東環状線
- 福岡県道35号筑紫野古賀線
- 福岡県道91号志免須恵線

一般県道
- 福岡県道545号伊賀仲原線
- 福岡県道607号福岡篠栗線：旧国道201号。主要県道の扱いを受けていないが、町の中心部を通る重要路線である。

## 名所・旧跡・観光スポット・祭事・催事

### 遺跡
- 阿恵官衙遺跡（国指定史跡）
- 江辻遺跡
- 旧志免鉱業所水洗硬山（ぼた山）
- 旧花が浦竪坑櫓煉瓦基台

### 祭事
- YOSAKOIかすや祭り（10月）：よさこい踊りを取り入れ、2001年より発足した祭り。

### 観光スポット
- 駕与丁公園

## 粕屋町ゆかりの有名人

### 男性
か
- 香川伸行（元プロ野球選手）

さ
- 獣神サンダー・ライガー（プロレスラー）
- 昔昔亭昇（落語家）

た
- 長勇（大日本帝国陸軍軍人）
- 寺岡寛治（元プロ野球選手）

ま
- 村田修一（元プロ野球選手）

### 女性
は
- 平野綾菜（フリーアナウンサー）